# Форино, Луиджи
Луиджи Форино (итал. Luigi Forino, в аргентинских источниках также Луис Форино, исп. Luis Forino; 20 августа 1868, Рим — 5 июня 1936, Рим) — итальянский виолончелист, музыкальный педагог, композитор.
Сын и ученик Фердинандо Форино; учился также как пианист у Луизы Массарути Росси, изучал композицию под руководством Чезаре де Санктиса. С 1882 г. играл в оркестре римского театра «Аполло», в сезоне 1889—1890 гг. — в оркестре Итальянского театра в Париже.
Затем обосновался в Аргентине и в 1891 г. основал в Буэнос-Айресе консерваторию Санта-Чечилия; среди его учеников, в частности, Эннио Болоньини. Приезжая в те же годы в Италию, играл в струнном квартете и руководил музыкальной школой в Витербо.
В 1901 г. окончательно вернулся в Италию. Участвовал в фортепианных квинтетах Луиджи Гаэтано Гулли и Джованни Сгамбати (так называемый Квинтет королевы, патронессой которого была Маргарита Савойская). Возглавлял кафедру виолончели в Национальной академии Санта-Чечилия. Организовал в 1915—1920 гг. пять ежегодных национальных конкурсов изготовителей струнных инструментов.
Опубликовал исторический обзор «Виолончель, виолончелист и виолончелисты» (итал. Il violoncello, il violoncellista ed i violoncellisti; 1905, второе издание 1930), книгу о своём коллеге Сгамбати (1932), ряд учебных пособий. Автор одноактной оперы «Вакх» (итал. Baccus; 1898), двух виолончельных концертов, разнообразных небольших инструментальных пьес.
Брат, Этторе Форино (1875—1933), пианист, ученик Сгамбати, последовал за Луиджи в Аргентину и остался там до конца жизни, занимаясь преимущественно педагогической работой.